# Elena Leușteanu
Elena Leușteanu-Popescu, in seguito Teodorescu (4 luglio 1935 – Bucarest, 16 agosto 2008), è stata una ginnasta rumena.

## Palmarès

### Olimpiadi
- 3 medaglie:
  - 3 bronzi (Melbourne 1956 a squadre; Melbourne 1956 nel corpo libero; Roma 1960 a squadre)

### Mondiali
- 1 medaglia:
  - 1 bronzo (Mosca 1958 a squadre)

### Europei
- 5 medaglie:
  - 5 argenti (Bucarest 1957 nell'all-around; Bucarest 1957 nelle parallele asimmetriche; Bucarest 1957 nel corpo libero; Cracovia 1959 nell'all-around; Cracovia 1959 nelle parallele asimmetriche)